# انیماتریکس (جشنواره پویانمایی هلسینکی)

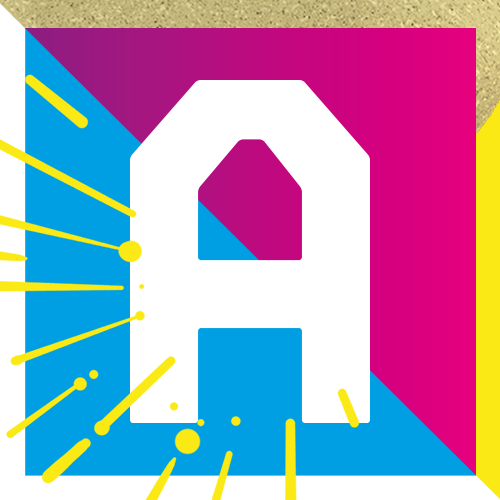
نماد جشنواره پویانمایی انیماتریکس

انیماتریکس (انگلیسی: Animatricks) یک جشنواره سالانه رقابتی انیمیشن است که هر آوریل در هلسینکی برگزار می‌شود. اولین جشنواره انیماتریکس در سال ۲۰۰۰ برگزار شد. این رویداد سینمایی تنها جشنواره فیلم در فنلاند است که به‌طور تخصصی بر روی انیمیشن تمرکز دارد. برنامه جشنواره شامل اکران انیمیشن فنلاندی و همچنین آثار پویانمایی بین‌المللی است. به بهترین انیمیشن بین‌المللی ۳۰۰۰ یورو اهدا می‌شود.